# Манастир Гостиље
Манастир Гостиље је манастир Српске православне цркве. Манастир Преподобне Мати Параскеве налази се у засеоку Добри До, у Гостиљу Мартинићком, у Бјелопавлићима. Сама локација будућег храма у селу Гостиље Мартинићко и благослов Свете Петке, која је крсна слава племена Бјелопавлића, су одредили име будућег храма и манастира.

## Садашњост
Манастир је почео да се гради као скит манастира Стањевићи на имању Мирка Радивојева Стојовића, које је његов унук Владимир Бабић, данас монах Данило, даровао Митрополији за изградњу манастира. На темељима старе куће 13. маја 2009. године почела је изградња када је митрополит црногорско-приморски Амфилохије благословио темеље будућег храма посвећеног Светој Петки.
Великим залагањем митрополита Амфилохија, игумана Јефрема Дабановића из манастира Стањевића и вјерног народа никао је манастир, који је освештан 3. јула 2011. године, на празник преподобног Наума Охридског и Светог Методија Олимпског, у присуству бројних вјерника и посјетилаца. Као велики благослов, на дан освећења манастира донијет је дио покрова са моштију Свете Петке који је даривао архиепископ Јашија Теофан. Манастир је приликом освећења установљен као женски манастир.